# 元号を改める政令 (昭和六十四年政令第一号)
元号を改める政令（げんこうをあらためるせいれい）は、元号法第一項に基づき制定された日本の政令である。法令番号は昭和64年政令第1号。

## 概要
1989年（昭和64年）1月7日、昭和天皇の崩御に伴う皇太子明仁親王の即位（皇位継承）を受けて、元号をそれまでの「昭和」に代わり「平成」に改めることを定めた政令である。政令は7日当日に即位した天皇明仁によって公布され、翌8日より施行された。元号「平成」については、7日に政令が公布された後、小渕恵三内閣官房長官（当時）が記者会見を行い公表された。
日本の元号史において初めて、法令に基づいて改元が行われた。また、「昭和64年」において最初で最後の政令となった。
元号を定める政令ではなく、元号を改める政令であるため、2019年（令和元年）5月1日に令和への改元の政令が施行された後も平成への改元を定めた本政令は改廃されていない。